# Иммокали (индейская резервация)
Иммокали (англ. Immokalee Reservation) — индейская резервация семинолов, расположенная в юго-западной части штата Флорида, США. Является одной из шести резерваций семинолов в штате.

## История
Впервые семинолы прибыли в район современного округа Коллиер в XIX веке, когда они бежали от армии США во время Семинольских войн. После окончания Гражданской войны торговец Билл Браун построил усадьбу недалеко от лагерей семинолов и торговал с ними до конца своей жизни. Его дочь Роуз Браун назвала поселение Иммокали, что в переводе с языка микасуки означает «мой дом». Во второй половине XIX века большинство семинолов Флориды жили за счёт охоты, рыбной ловли и торговли с евроамериканцами. В 1914 году бизнесмен Дайсс Робертс позволил на своей территории разместить индейский лагерь, который оставался в районе Иммокали около 50 лет. В 1957 году семинолы Флориды получили федеральное признание.
26 октября 1989 года была образована индейская резервация Иммокали, когда Уильям Д. Отт, директор Бюро по делам индейцев Восточного региона, подписал документы, передающие 595 акров земли в доверительное управление племени семинолов Флориды. В 1994 году в резервации было построено казино, а в 2003 — современный полевой офис. В 2015 году в Иммокали был открыт гостинично-развлекательный комплекс Seminole Casino.

## География
Резервация состоит из одного участка земли, расположенного в северной части округа Коллиер. Общая площадь Иммокали составляет 2,492 км², из них 2,471 км² приходится на сушу и 0,021 км² — на воду. Штаб-квартира племени находится в городе Холливуд.

## Демография
По данным федеральной переписи населения 2010 года, в резервации проживало 127 человек. Согласно федеральной переписи населения 2020 года в резервации проживало 197 человек, насчитывалось 43 домашних хозяйства и 69 жилых домов. Средний возраст, проживающих в Иммокали, составлял 21,9 лет. Средний доход на одно домашнее хозяйство в индейской резервации составлял 142 917 долларов США и почти в 2 раза превышал средний доход в США. Около 9,1 % всего населения находились за чертой бедности, в том числе 10,4 % тех, кому ещё не исполнилось 18 лет, и 20 % старше 65 лет.
Расовый состав распределился следующим образом: белые — 43 чел., афроамериканцы — 32 чел., коренные американцы (индейцы США) — 56 чел., азиаты — 1 чел., океанийцы — 0 чел., представители других рас — 12 чел., представители двух или более рас — 53 человека; испаноязычные или латиноамериканцы любой расы составили 93 человека. Плотность населения составляла 79,1 чел./км².

## Комментарии
1. ↑  Сам город не входит в состав резервации, а является лишь штаб-квартирой племени.